# Todd Bjorkstrand
Todd Bjorkstrand (født 14. oktober 1962 i Minneapolis) er en amerikansk ishockeytræner for Stavanger Oilers i Norge siden 2018. Todd Bjorkstrand har været træner for Graz 99ers fra 2016 til 2017, som spiller i den bedste østrigske liga. Todd Bjorkstrand har været tilknyttet Herning Blue Fox i den danske Superisligaen, først i 14 sæsoner som spiller og derefter 10 sæsoner som træner.

## Karriere
Todd Bjorkstrand indledte sin ishockeykarriere under studiet på University of Maine i 1980. Derefter spillede han i forskellige klubber i den amerikanske IHL-liga.
Bjorkstrand kom til Herning Blue Fox i 1988 på en 1-årig kontrakt, men valgte at forlænge og har som spiller vundet 7 DM guld- , 3 sølv- samt 3 bronzemedaljer. 
I denne periode mødte Todd Bjorkstrand også sin danske kone, sammen har de sønnerne Patrick Bjorkstrand og Oliver Bjorkstrand, som begge tidligere har spillet i Herning. Fra 2002 har han helliget sig trænerposten, hvilket kastede 6 guld-, 1 sølv og 2 bronzemedaljer af sig.
Efter kontraktudløbet i 2014 valgte Todd Bjorkstrand at prøve noget nyt og blev cheftræner i østrigske Graz 99ers.
Fra 2010-12 var Todd Bjorkstrand også dansk U20-landstræner. I 2011 førte han U20 til oprykning til den øverste division for U20-landshold. Året efter stod han igen bag bænken da U20-landsholdet rykkede ned fra den øverste division efter syv nederlag i syv kampe.

## Rekorder og hæder
- 1985 Rookie of the year' i Pinebridge Bucks.
- 2001 Rundede mål nummer 600 i den danske superisliga
- 1988-2001 Fjerde titel som Årets spiller
- 1988-2003 Flest scorede point i den danske liga: 1.199

## Eksterne links
- Blue Fox – Officiel hjemmeside for Herning Bluefox
- Todd Bjorkstrands profil på Eurohockey.com (engelsk)
- Todd Bjorkstrands profil på Hockeydb.com (engelsk)
- Todd Bjorkstrands profil på Eliteprospects.com (engelsk)